# اوماچی، ساگا
اوماچی، ساگا (به لاتین: Ōmachi, Saga) یک منطقهٔ مسکونی در ژاپن است که در استان ساگا واقع شده‌است. اوماچی  ۷٬۵۴۲ نفر جمعیت دارد.